# Astoriahuset

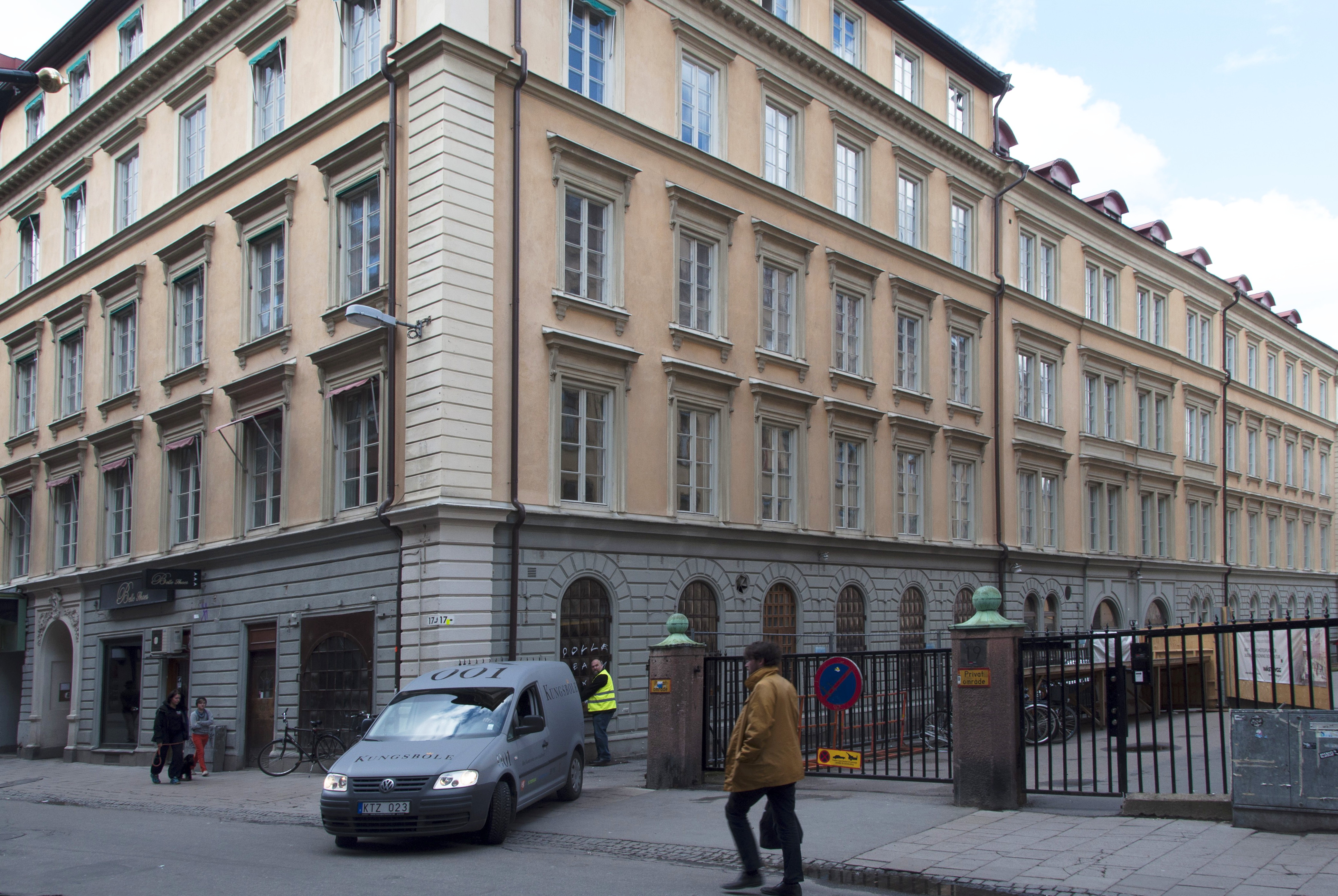
Astoriahuset 2014 sett från Nybrogatan. Hörnhuset med sex fönsteraxlar inåt gården har bevarat och resten har rivits och ersatts med en större byggnadsvolym.

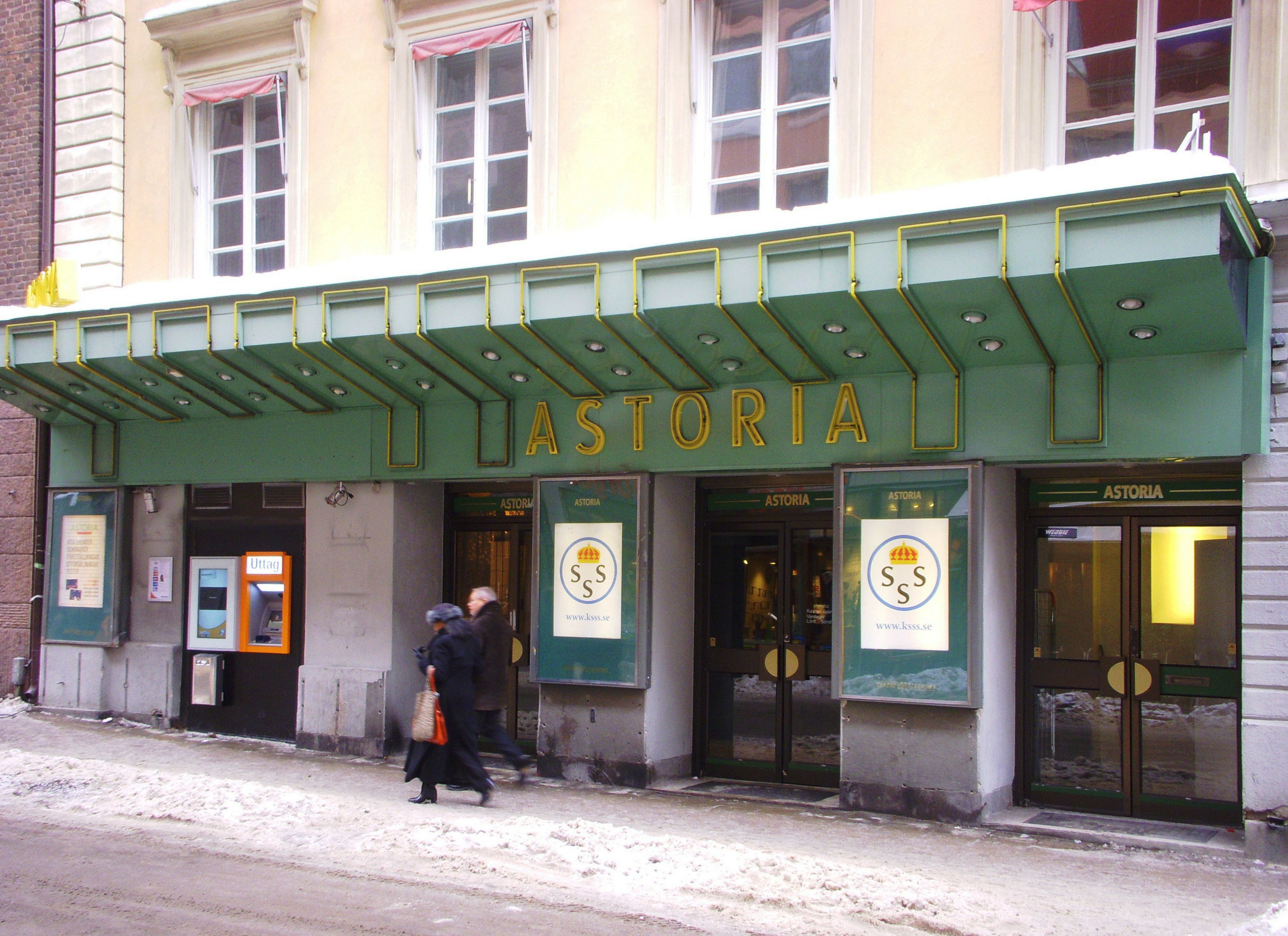
Entré och baldakin till före detta biograf Astoria som gav huset sitt namn, 2010.

Astoriahuset (fastigheten Riddaren 18) är en byggnad i kvarteret Riddaren, vid Nybrogatan 15–17 på Östermalm i Stockholm. Huset revs delvis och renoverades och byggdes till år 2020–2021. Ombyggnaden belönades med en MIMP  Award i klassen "Best Refurbished Building" år 2022.

## Den ursprungliga byggnaden
Astoriahuset fick sitt namn efter biografen Astoria som fram till år 2007 låg i byggnaden. Huset ritades 1873 av ingenjör Julius Frosell i nyrenässansstil och hade från början fyra våningar. En påbyggnad mot Nybrogatan tillkom 1928. Fastigheten är gulmärkt av Stadsmuseet i Stockholm vilket innebär att bebyggelsen "har positiv betydelse för stadsbilden och/eller har ett visst kulturhistoriskt värde".
Huset innehöll ursprungligen ett antal stora lägenheter för välbeställda familjer med mycket tjänstefolk och byggdes när stadsdelen Östermalm fortfarande hette Ladugårdslandet. Flygeln inåt gården var egentligen tänkt att ligga vid en aldrig realiserad gata som var planerad att gå mellan Nybrogatan och Grev Turegatan. Den delen heter numera Sofi Almquists Plats efter Sofi Almquist och Sofi Almquists samskola som låg i byggnaden norr om platsen (Riddaren 5).

## Tidigare förslag
År 2012 ansökte fastighetsägaren, Länsförsäkringars fastighetsbolag Humlegården, om att riva huset, men fick avslag. Två år senare hade Humlegården backat något och ville nu bevara cirka fyra femtedelar av gathuset, men gårdshuset (flygeln) skulle rivas för att ersättas med ett modernt, högre hus. Därtill skulle en ny våning byggas på huset mot Nybrogatan. Rivningslovet beviljades av Stockholms stads stadsbyggnadsnämnd i oktober 2015.

## Gällande planförslaget

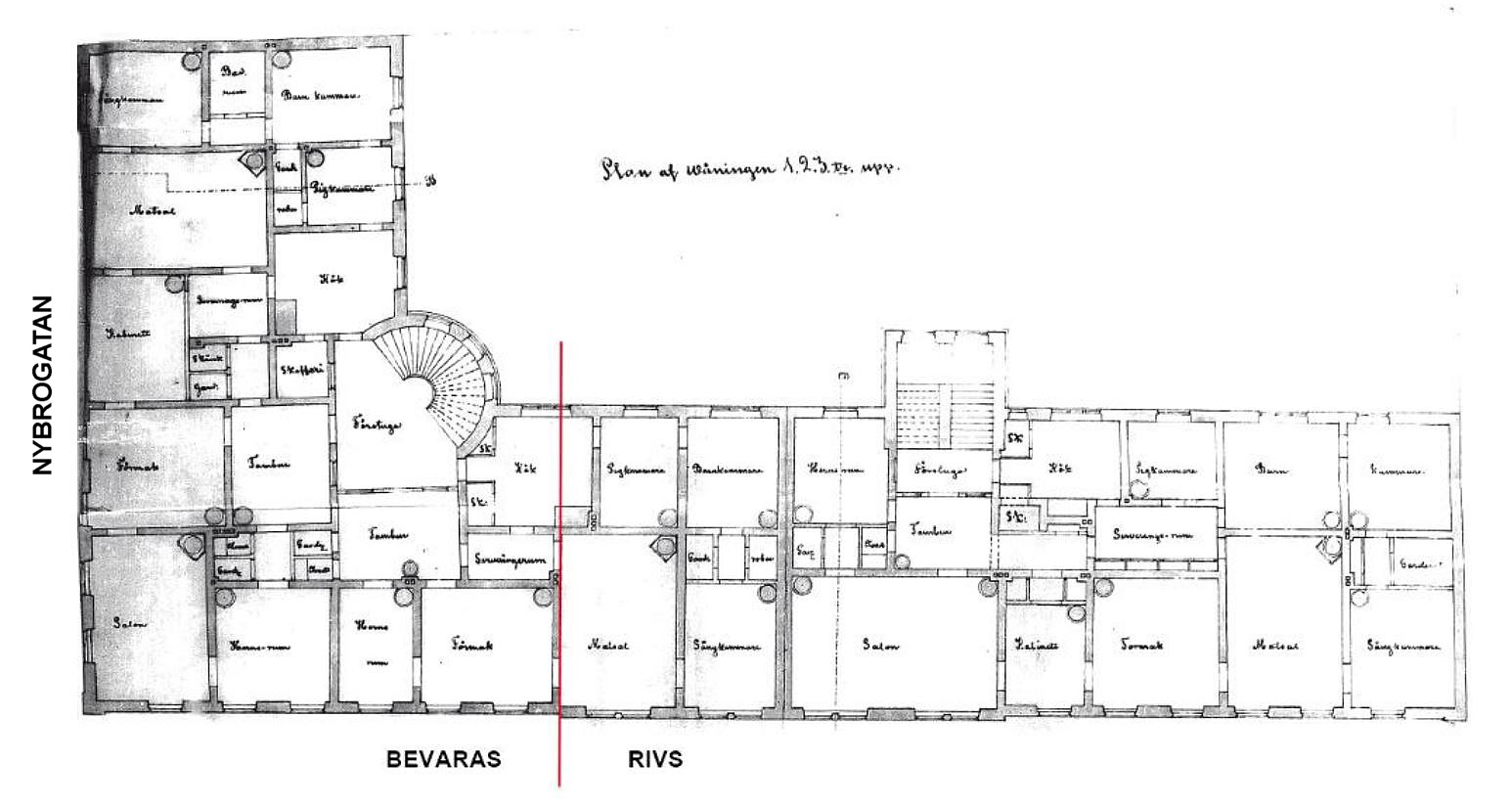
Fastigheten Riddaren 18, våning 1-3 trappor, ritning från 1873 med rivningsgränsen enligt detaljplanen.

En ny detaljplan vann laga kraft i april 2017. Planförslaget innebär i stort sett följande:
Den del av fastigheten Riddaren 18 som vetter mot Nybrogatan, över hörn mot Sofi Almquists Plats, konverteras från kontor till bostäder, en mindre del av byggnaden rivs och takfallet ges en brantare vinkel för att erhålla ytterligare en bostadsvåning. Den delen av fastigheten som vetter mot Sofi Almquists Plats rivs och ersätts med en större volym för kontor. 
Även en lägre gårdsbyggnad mot väster rivs. Den tillkommande kontorsvolymen inom Riddaren 18 föreslås höja sig två våningar över den befintliga byggnaden, den nya kontorsvolymen tar en större del av det inre gårdsrummet i anspråk. En mindre del av Riddaren 5 avstyckas för att inkorporeras i Riddaren 18. I planförslaget ingår även en ny gestaltning av Sofi Almquists Plats inom Riddaren 5. Del av platsen föreslås sänkas med drygt tre meter för att erhålla ljusa lokaler i nuvarande källarvåningen inom Riddaren 18.
Rivningsarbetena påbörjades i januari 2018. Samfundet S:t Erik lämnade Länsförsäkringar som kund 2017 i protest mot den planerade rivningen. Beräknad byggtid är 31 månader och uppskattad kostnad omkring 400 mkr. Arkitektuppdraget gick till danska 3xN A/S. Under 2020 påbörjades inflyttningen i den nya kontorsfastigheten.

Bilder från bygget, februari 2020
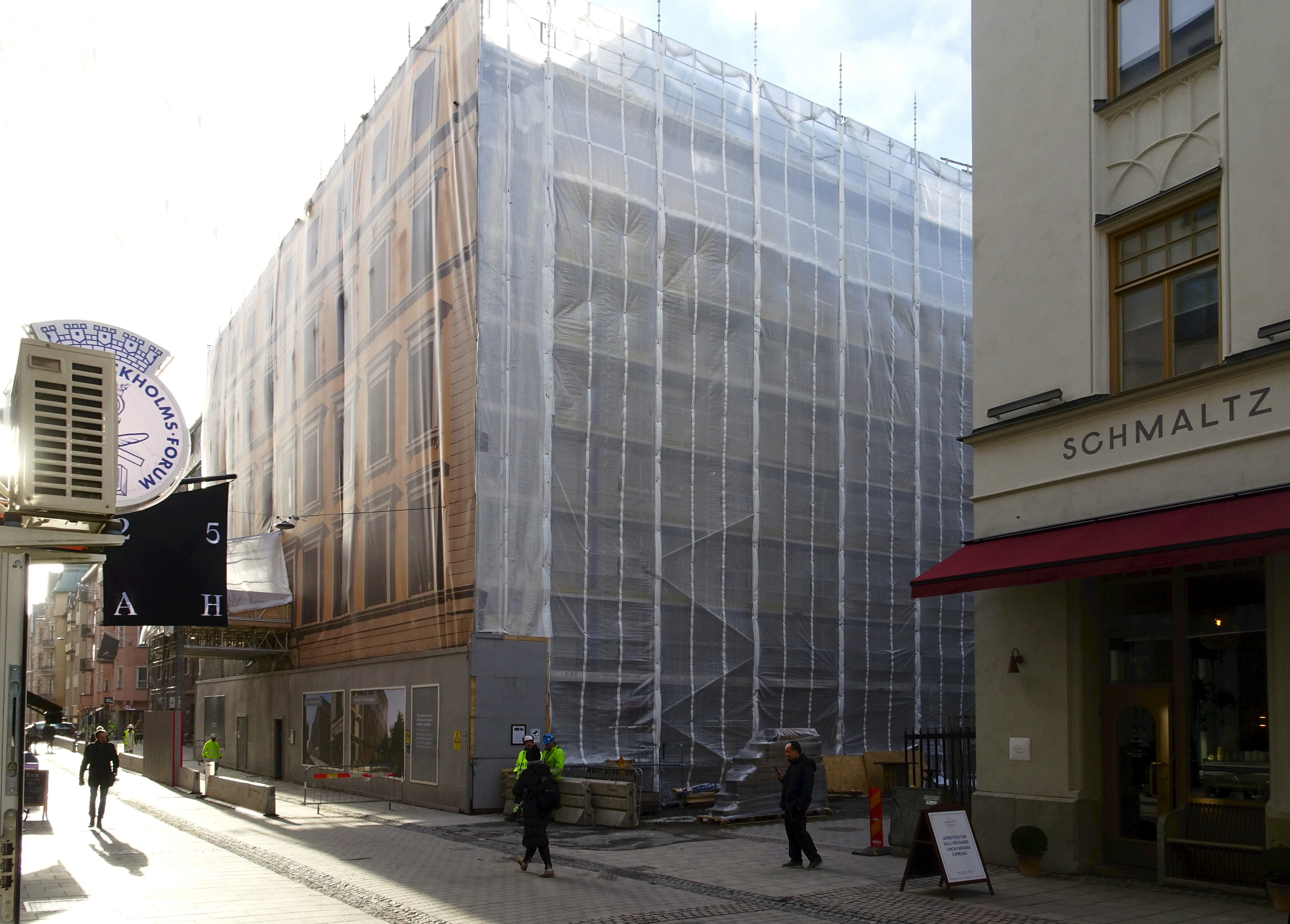
Vy från Nybrogatan.
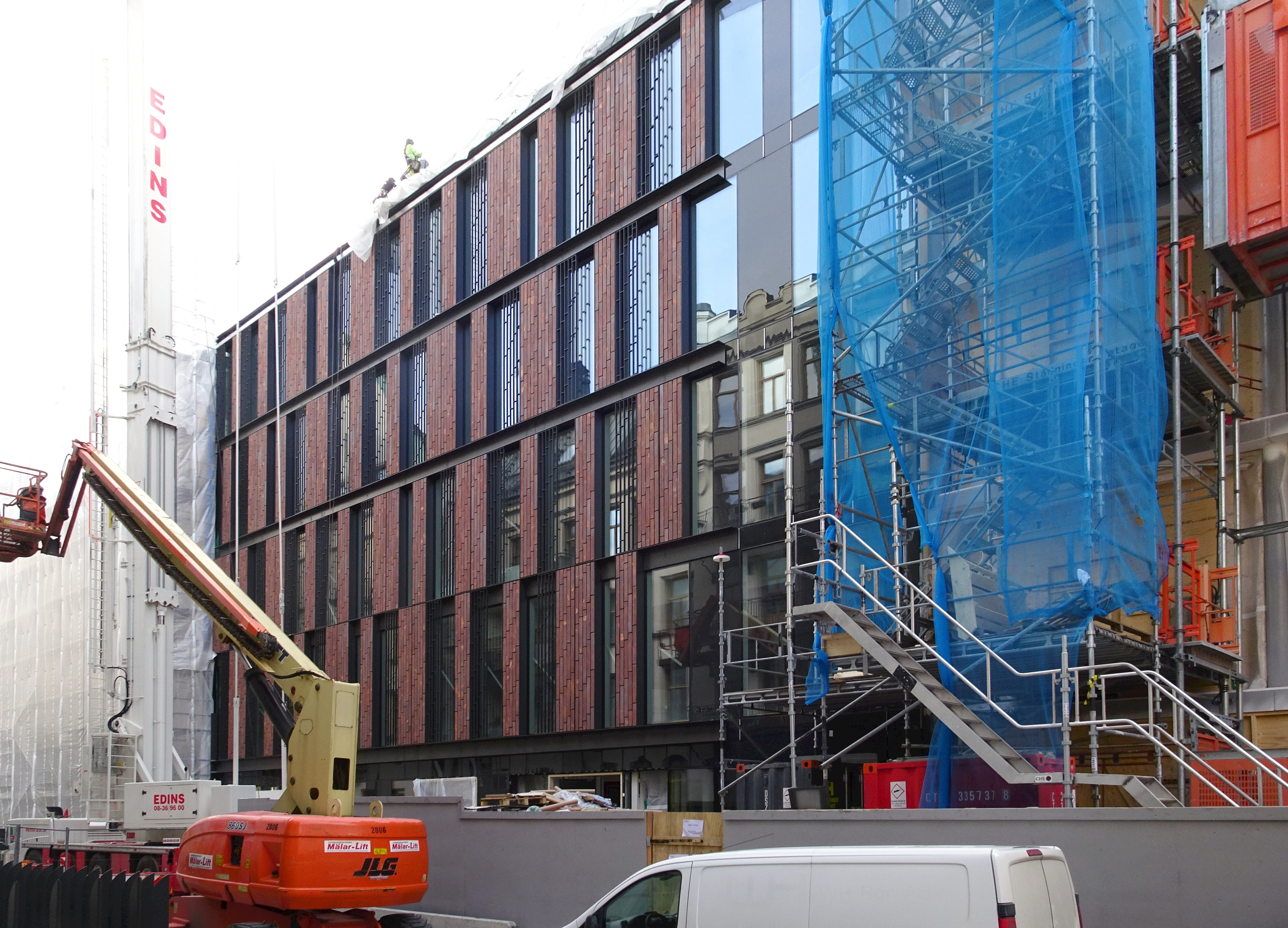
Nya flygeln vy från Sofi Almquists Plats.
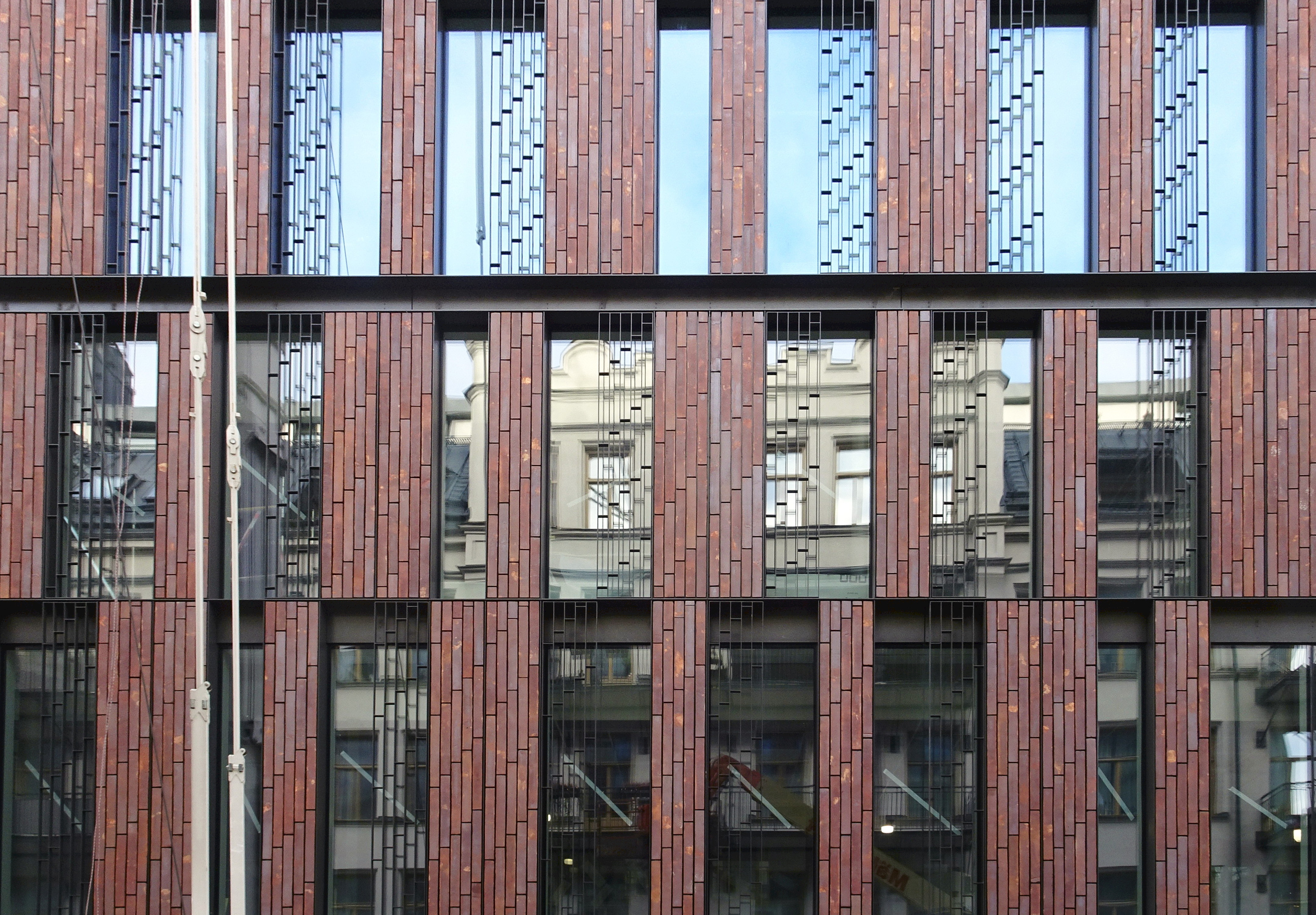
Nya flygeln, fasaddetalj.
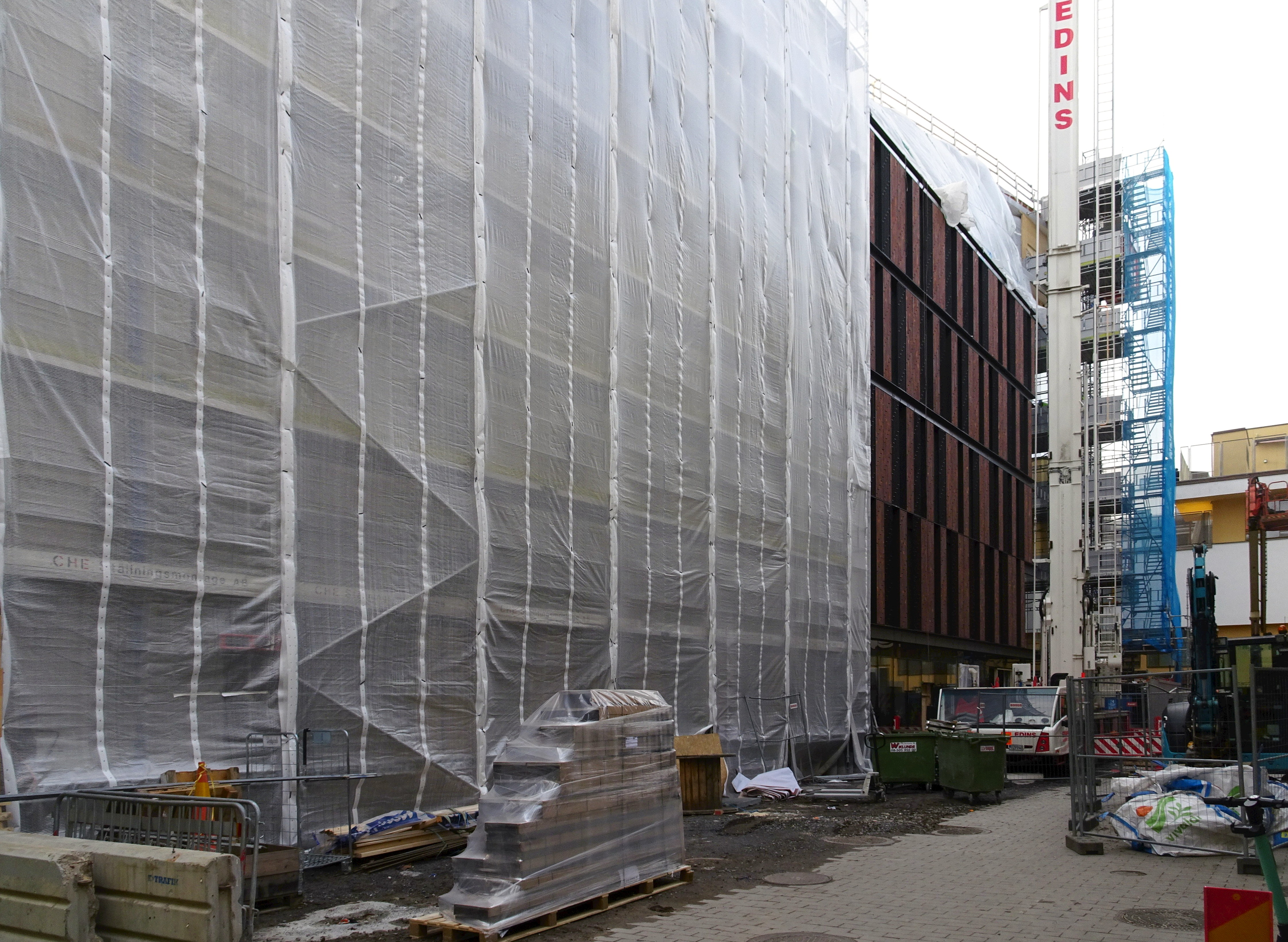
Nya flygeln inåt gården.